# Listă de scriitori libieni
Aceasta este o listă de scriitori libieni.
- Sulaiman al-Barouni (1872-1940)
- Ibrahim Al-Koni (1948-)
- Hisham Matar (1970-)